# Lepidocyrtus falcifer
Lepidocyrtus falcifer is een springstaartensoort uit de familie van de Entomobryidae. De wetenschappelijke naam van de soort is voor het eerst geldig gepubliceerd in 1898 door Schaeffer.